# شراگا بار
شراگا بار (به انگلیسی: Shraga Bar) مهاجم اهل اسرائیل است که از سال ۱۹۶۸ تا ۱۹۷۲ میلادی عضو تیم ملی فوتبال اسرائیل بوده و در ۳۴ بازی ملی حضور داشته است. شراگا بار توانسته در بازی‌های ملی، ۱ گل به ثمر برساند.